# Tjernobyl efteråret
|  | Denne artikel er oprettet af botten PalnaBot ud fra en ekstern database. Den kan derfor have sproglige fejl eller mangler. Denne skabelon kan fjernes efter kontrol af indholdet. |

Tjernobyl efteråret er en dokumentarfilm instrueret af Dan Säll efter manuskript af Gorm Rasmussen.

## Handling
Katastrofen på kernekraftværket i Tjernobyl i Sovjetunionen den 26. april 1986 fik konsekvenser ud over landets grænser. For samerne i Norden kan udslippet fra reaktoren vise sig at være en alvorlig trussel for deres kulturs overlevelse. Giften fra Tjernobyl blev ført ned med regnen og en række dyr indeholdt for meget radioaktivitet til at kunne anvendes til menneskeføde. Mange samer har måtte flytte og mange har fundet andet arbejde